# Stiphropus duriusculus
Stiphropus duriusculus là một loài nhện trong họ Thomisidae.
Loài này thuộc chi Stiphropus. Stiphropus duriusculus được Eugène Simon miêu tả năm 1885.